# Gleditsia amorphoides
Gleditsia amorphoides är en ärtväxtart som först beskrevs av August Heinrich Rudolf Grisebach, och fick sitt nu gällande namn av Paul Hermann Wilhelm Taubert. Gleditsia amorphoides ingår i släktet Gleditsia och familjen ärtväxter. Inga underarter finns listade i Catalogue of Life.